# 墨涅拉俄斯扶起帕特罗克洛斯的身体
雕塑墨涅拉俄斯扶起帕特罗克洛斯的身体（Patroclo e Menelao）位于佛罗伦萨领主广场的佣兵凉廊。
长期以来，人们认为扶起帕特罗克洛斯身体的是墨涅拉俄斯，但最近人们认为是大埃阿斯。这部作品以荷马的《伊利亚特》为基础，描绘赫克托耳杀害帕特罗克洛斯的事件，以及阿契亚人和特洛伊人为争夺其尸体而进行的斗争。

## 历史
这件作品是希腊原作的罗马复制品，在罗马的图拉真广场或波特塞门附近发现，损坏严重。庇护五世将其送给科西莫一世·德·美第奇，后者于1579年将其运回佛罗伦萨。修复工作由彼得罗·塔卡和卢多维科·萨尔韦蒂完成，他们根据在皮蒂宫发现的类似雕塑和保存在梵蒂冈博物馆公元前4世纪的“墨涅拉俄斯”完成。这尊雕像由斯特凡诺·里奇修复后，从1841年起安放在佣兵凉廊。